# Jun Sonoda
Jun Sonoda (født 23. januar 1989) er en japansk fodboldspiller, som spiller for den japanske fodboldklub Blaublitz Akita.